# Destinații TAROM
În luna Feb. 2018, TAROM efectuează zboruri către următoarele destinații: 

## De peAeroportul Internațional Henri Coandă
| Tara                                               | Aeroport |
| ASIA                                               | ASIA |
| -------------------------------------------------- | --- |
| Cipru                                              | Aeroportul Internațional Larnaca |
| Israel                                             | Tel Aviv - Aeroportul Internațional Ben Gurion |
| Iordan                                             | Amman - Queen Alia International Airport |
| Liban                                              | Beirut Rafic Hariri International Airport |
| Emiratele Arabe Unite                              | Aeroportul Internațional Dubai |
| Europa                                             | |
| Austria                                            | Aeroportul Internațional Viena |
| Belgia                                             | Aeroportul Bruxelles |
| Bulgaria                                           | Aeroportul Sofia |
| Croația                                            | Aeroportul Dubrovnik -S |
| Cehia                                              | Aeroportul Praga Václav Havel |
| Elveția                                            | Geneva - Aeroportul internațional Geneva |
| Franța                                             | Aeroportul Nice-Côte d'Azur Aeroportul Internațional Charles de Gaulle |
| Germania                                           | Frankfurt - Aeroportul Internațional Frankfurt München - Aeroportul München Franz Josef Strauß Hamburg - Aeroportul Hamburg |
| Grecia                                             | Aeroportul Internațional Atena-Eleftherios Venizelos Aeroportul Internațional Salonic-Macedonia |
| Italia                                             | Roma - Aeroportul Roma-Fiumicino |
| Moldova                                            | Aeroportul Internațional Chișinău |
| Olanda                                             | Aeroportul Amsterdam-Schiphol |
| Regatul Unit al Marii Britanii și Irlandei de Nord | Aeroportul Londra Heathrow |
| România                                            | Baia Mare - Aeroportul Internațional Baia Mare Cluj - Aeroportul Internațional Cluj Constanța - Aeroportul Internațional Mihail Kogălniceanu - S Iași - Aeroportul Internațional Iași - H Oradea - Aeroportul Internațional Oradea Satu Mare - Aeroportul Internațional Satu Mare Sibiu - Aeroportul Internațional Sibiu Suceava - Aeroportul Internațional Suceava Timișoara - Aeroportul Internațional „Traian Vuia” Timișoara |
| Serbia                                             | Belgrad - Aeroportul Belgrad-Nikola Tesla |
| Spania                                             | Alicante - Aeroportul Alicante Barcelona – Aeroportul Barcelona Madrid – Aeroportul Madrid-Barajas Valencia - Aeroportul Valencia |
| Suedia                                             | Stockholm - Aeroportul Stockholm-Arlanda |
| Turcia                                             | Istanbul - Aeroportul Istanbul |
| Ungaria                                            | Budapesta - Aeroportul Budapesta-Ferihegy |

## De peAeroportul Internațional Iași
| Tara                                               | Aeroport |
| ASIA                                               | ASIA |
| -------------------------------------------------- | --- |
| Israel                                             | Tel Aviv - Aeroportul Internațional Ben Gurion                                                                                      |
| Europa                                             | |
| Germania                                           | München - Aeroportul München Franz Josef Strauß (anulat din 24 martie 2018)                                                         |
| Italia                                             | Torino - Aeroportul Torino (anulat din 23 martie 2018)                                                                              |
| Regatul Unit al Marii Britanii și Irlandei de Nord | Aeroportul Londra Luton |
| România                                            | Bucuresti - Aeroportul Internațional Henri Coandă Timișoara - Aeroportul Internațional „Traian Vuia” Timișoara (din 25 martie 2018) |
| Spania                                             | Madrid – Aeroportul Madrid-Barajas (anulat din 24 martie 2018)                                                                      |

## De peAeroportul Internațional Sibiu
| Tara     | Aeroport                                        |
| Europa   | Europa                                          |
| -------- | ----------------------------------------------- |
| Germania | München - Aeroportul München Franz Josef Strauß |